# جيب شيروكي (كي أل)
جيب شيروكي (بالإنجليزية: Jeep Cherokee (KL))‏ هي سيارة من تصنيع شركة كرايسلر.